# Erwin, Carolina de Nord
Erwin este un oraș din comitatul Harnett, statul Carolina de Nord, Statele Unite ale Americii. Populația orașului fusese de 4.537 de locuitori la data recensământul din anul 2000.
1. ↑   https://www.nctreasurer.com/municipalities Lipsește sau este vid: |title= (ajutor)
2. ↑  2010 U.S. Gazetteer Files, accesat în 9 iulie 2020